# Ophioceres bispinosus
Ophioceres bispinosus är en ormstjärneart som först beskrevs av Hubert Lyman Clark 1918.  Ophioceres bispinosus ingår i släktet Ophioceres och familjen Ophiolepididae. Inga underarter finns listade i Catalogue of Life.